# Yukon Flight
Pour plus de détails, voir Fiche technique et Distribution.
Yukon Flight  (également connu sous le nom de Renfrew of the Royal Mounted in Yukon Flight) est un western américain de 1940  réalisé par Ralph Staub et avec James Newill, Louise Stanley, Dave O'Brien et William Pawley.